# Synanceiidae
La famiglia Synanceiidae Kaup, 1873, comprende 36 specie di pesci d'acqua marina, dolce e salmastra appartenenti all'ordine Scorpaeniformes.

Alcune specie sono conosciute comunemente come pesci pietra a causa del loro aspetto mimetico.

## Distribuzione e habitat
Queste specie sono presenti nell'oceano Indo-Pacifico. Sono pesci bentonici; la maggior parte delle specie vive su rocciosi. Sono comuni nei pressi delle barriere coralline, anche se alcune specie si sono adattate alla vita nelle acque dolci o salmastre.

## Descrizione
I Synanceiidae hanno aspetto variabile, con corpo tozzo o allungato, bocca grande, pinne robuste. Il corpo è spesso ornato da appendici e lobi di pelle di varia forma, a scopo mimetico. La pinna dorsale, le pettorali e la pinna anale sono fornite di forti raggi spinosi. Anche sull'opercolo branchiale sono presenti delle spine. La pinna caudale è spatoliforme e portata su un peduncolo caudale robusto. I raggi spinosi delle pinne e le spine opercolari possiedono ghiandole velenifere.
La livrea è in genere mimetica bruno-rossastra o verdastra, ma in alcune specie sono presenti colori vivaci come giallo o rosso vivo.
Sono pesci piuttosto piccoli, con lunghezze che variano dai 7 ai 25 cm, secondo la specie, con l'eccezione del pesce pietra che raggiunge i 40 cm, e di Synanceia horrida che arriva ai 60 cm di lunghezza.

## Alimentazione
Sono predatori: si nutrono di pesci, crostacei e altri invertebrati.

## Veleno
Il veleno prodotto da queste specie, una neurotossina, è il più potente e letale tra i pesci velenosi.

## Tassonomia
La famiglia è divisa in 3 sottofamiglie:
| Taxon                         | Generi                                                            |
| ----------------------------- | ----------------------------------------------------------------- |
| Sottofamiglia Choridactylinae | Choridactylus, Inimicus                                           |
| Sottofamiglia Synanceiinae    | Erosa, Leptosynanceia, Pseudosynanceia, Synanceia, Trachicephalus |
| Sottofamiglia Minoinae        | Minous                                                            |